# Mohamed Nbalie Kamara
Mohamed Nbalie Kamara (Kambia, 29 de abril de 1999) é um futebolista serra-leonês que atua como goleiro. Atualmente joga pelo East End Lions.

## Carreira
Após jogar nas categorias de base do Eze FC, Kamara foi contratado pelo FC Johansen, onde venceu a Copa de Serra Leoa de 2016.
Em 2019 assinou com o East End Lions, pelo qual foi campeão nacional no mesmo ano.

## Carreira internacional
A estreia de Kamara pela seleção de Serra Leoa foi em julho de 2018, contra a Libéria.
Convocado para a Copa das Nações Africanas de 2021, se destacou na estreia contra a Argélia, fazendo boas defesas. O goleiro não segurou as lágrimas após descobrir que foi eleito o melhor jogador da partida, que terminou empatada sem gols, além de ser sido comparado ao alemão Manuel Neuer por jogar frequentemente de líbero.

## Títulos
FC Johansen
- Copa de Serra Leoa: 2016

East End Lions
- Campeonato Serra-Leonês: 2019